# 氯乙腈
氯乙腈是一种有机化合物，化学式为ClCH2CN，它是无色液体，是乙腈的一个氢原子被氯取代的产物。实际上，它是通过氯乙酰胺脱水制得的。它是烷基化试剂，应当小心使用。
氯乙腈也可由乙腈和二氯化二硫反应得到。它进一步氯化可以得到二氯乙腈，并可和二氯化二硫发生环加成反应，得到4,5-二氯-1,2,3-二噻唑鎓氯化物：
Cl2CHCN  +  S2Cl2  →  [S2NC2Cl2]Cl  +  HCl
它和苯胺在碳酸钾、碘化钠的存在下于乙腈中反应，可以得到N-氰甲基苯胺。它和三苯基膦在甲苯中回流，可以得到三苯基氰甲基氯化𬭸。